# Анциферово (село, Новгородська область)
Анциферово (рос. Анциферово) — село в Хвойнинському районі Новгородської області Російської Федерації.
Населення становить 865 осіб. Входить до складу муніципального утворення Анциферовське сільське поселення.

## Історія
Від 2005 року входить до складу муніципального утворення Анциферовське сільське поселення

## Населення
| 2009 | 2010 |
| ---- | ---- |
| 1015 | ↘865 |